# Ewidencja środków trwałych
Ewidencja Środków Trwałych i Wartości Niematerialnych i Prawnych – służy do rejestrowania zakupionych środków trwałych (ŚT) i Wartości Niematerialnych i Prawnych (WNiP) dla celów działalności gospodarczej. W ewidencji ujmowane środki trwałe oraz wartości niematerialne i prawne przekraczają kwotę 10 000 zł netto/brutto, a ich okres użytkowania wynosi więcej niż 1 rok. Limit kwoty 10000 zł „netto” dotyczy podatników posiadających status podatnika „czynnego VAT”, natomiast limit kwoty 10000 zł „brutto” dotyczy podatników o statusie „zwolnionym z VAT”.
Środkiem trwałym jest na przykład: nieruchomość, maszyny, urządzenia techniczne i narzędzia, środki transportu, czy meble i wyposażenie siedziby firmy.
Wartości niematerialne i prawne, to na przykład: nabyta wartość firmy, know-how, autorskie prawa majątkowe.

## Elementy danych
Według przepisów prawa w ewidencji ujęte muszą być podstawowe dane na temat ewidencjonowanego środka trwałego, czy wartości niematerialnych i prawnych:
- liczba porządkowa,
- data nabycia,
- data przyjęcia do używania,
- określenie dokumentu stwierdzającego nabycie,
- określenie środka trwałego lub wartości niematerialnej i prawnej,
- symbol Klasyfikacji Środków Trwałych,
- wartość początkową,
- stawka amortyzacyjna,
- kwota odpisu amortyzacyjnego za dany rok podatkowy i narastająco za okres dokonywania tych odpisów, w tym także, gdy składnik majątku był kiedykolwiek wprowadzony do ewidencji (wykazu), a następnie z niej wykreślony i ponownie wprowadzony,
- zaktualizowana wartość początkowa,
- zaktualizowana kwota odpisów amortyzacyjnych,
- wartość ulepszenia zwiększającą wartość początkową,
- data likwidacji oraz jej przyczyna albo data zbycia[1].